# Thibert II
Pour les articles homonymes, voir Thibert et Théodebert.
Thibert II ou Théodebert (Thiodoberkht, Brillant dans le peuple), né en 585, mort probablement en 612, est un prince mérovingien, roi d'Austrasie de 596 à 612. Sa capitale est la ville de Metz. 
Sous la tutelle de sa grand-mère paternelle Brunehaut, il participe à la longue période de guerres entre rois et reines francs commencée en 570.

## Biographie

### Famille
Thibert est le fils de Childebert II, roi d'Austrasie de 575 à 596, roi de Burgondie (Chalon) de 592 à 596, petit-fils de Brunehilde et de Sigebert Ier, roi d'Austrasie ; la mère de Thibert est la reine Faileube. À cette époque, le roi de Neustrie est un cousin de son père, Clotaire II, fils de Chilpéric Ier (mort en 585) et de Frédégonde (morte en 597).
Il épouse en premières noces Bilichilde, qui lui donnera trois enfants, dont Mérovée. Elle meurt en 608, dans des circonstances inconnues. Leur fille, dont le nom nous est inconnu, est fiancée en juillet 610 à Adaloald de Lombardie, fils du roi Agilolf.
Il épouse en 609, en secondes noces Théoudehilde.

### Roi sous la tutelle de Brunehilde
Thibert devient roi d'Austrasie à la mort de son père, tandis que son frère cadet Thierry II (587-613) devient roi de Burgondie. La régence revient à la reine Brunehilde, qui s'installe d'abord à la cour d'Austrasie.
Elle en est chassée vers 600 et se réfugie auprès de Thierry avec leur sœur Thidilane.

### Après le départ de Brunehilde
En 600, Thibert et Thierry font alliance contre Clotaire et le vainquent à Dormelles, près de Montereau. Clotaire est privé de la plus grande partie de son royaume, qui est partagé entre les deux frères : Thibert reçoit les territoires du nord de la Neustrie, contigus à son royaume.

### La guerre contre Thierry (610-612)
Les années 610-612 sont marquées par la guerre entre les deux frères. L'enjeu est au départ la possession de l'Alsace, attribuée à Thierry en 596.
Thibert est vainqueur en 610 ; Thierry lui cède l'Alsace lors de l'entrevue de Seltz. Thierry fait alors alliance avec Clotaire II, en lui promettant la restitution de la partie de la Neustrie accaparée par Thibert. Pour une raison inconnue, le roi wisigoth Gundomar se joint à la coalition contre Thierry.
Au mois de mai 612, Thierry remporte la victoire lors des batailles de Toul et de Tolbiac (actuelle Zülpich, près de Cologne).
Thibert et son fils Mérovée sont éliminés et Thierry s'attribue le royaume d'Austrasie.

### Circonstances de la mort de Thibert
Frédégaire ne dit pas ce que devient Thibert II.
Jonas de Bobbio prétend que Brunehilde l'a fait enfermer dans un monastère, et que peu de temps après elle a ordonné de le mettre à mort.
D'autres chroniqueurs, tels Aimoin de Fleury et Abbon de Fleury font de la mort du roi d'Austrasie un récit qui diffère de celui de Jonas et de celui de Frédégaire :
Ils racontent que Thibert, retiré dans Cologne, manifestait l'intention de s'y défendre jusqu'à la dernière extrémité, quand Thierry arriva devant cette ville. Le roi de Bourgogne fit sommer les habitants de lui livrer mort ou vif le roi d'Austrasie, les menaçant, s'ils s'y refusaient, de brûler leur ville et de les passer tous au fil de l'épée. Effrayés par ces menaces, les habitants de Cologne tuèrent le roi vaincu, et du haut des remparts jetèrent sa tête aux pieds du vainqueur.

## Sources
Parmi les ouvrages écrits à une date proche des événements, la principale source est la Chronique de Frédégaire, mais certaines "Vies de Saints" sont utilisées, notamment la Vie de saint Colomban.

### Ouvrages généraux sur le Haut Moyen Âge
- Noëlle Deflou-Leca, Alain Dubreucq (dir.), Sociétés en Europe mi VIe-fin IXe siècle, Atlande, coll. Clefs Concours, 2003, pages 406-411 (fiche biographique : « Brunehaut »).
- Stéphane Lebecq, Les Origines franques, Points/Seuil, 1990, pages 105-119 (première partie, chapitre 5 : « La faide royale (561-603) »).

### Biographies de Brunehilde/Brunehaut
- Bruno Dumézil, La reine Brunehaut, Paris, Fayard, 2008  (ISBN 978-2-213-63170-7).
- Roger-Xavier Lantéri, Brunehilde : la première reine de France, Perrin, Paris, 1995  (ISBN 2-7028-1396-8).